# Many (Moselle)
Many (deutsch Niederum) ist eine französische Gemeinde mit 251 Einwohnern (Stand 1. Januar 2022) im Département Moselle in der Region Grand Est (bis 2015 Lothringen).

## Geografie
Die Gemeinde Many liegt in Lothringen, etwa 32 Kilometer südöstlich von Metz, 32 Kilometer südlich von Boulay-Moselle (Bolchen) und sieben Kilometer südwestlich von Faulquemont (Falkenberg).
Zur Gemarkung der Gemeinde gehört der Kapellen-Standort Marcourt, der größte Teil des Weihers von Bouligny sowie die Wüstungen Beving, Marcourt (Merchen) und Mertring.

## Geschichte
Ältere Ortsbezeichnungen sind  Manheim, Niederheim (1180), Nidrehem (1267), Magny, Nyderchem (1346), Maney devant le Pont (15. Jh.),  Marneio (1544), Niderheim alias Magny (1594), Maigny (1675) und Nidrum. Das Dorf gehörte früher zum Herzogtum Lothringen im Heiligen Römischen Reich und lag im Mittelalter noch im deutschen Sprachraum, ist aber infolge kriegsbedingter Verschiebung der Sprachgrenze mittlerweile frankophon. Nördlich führt eine alte Römerstraße vorbei. Bei der Ruine der Kapelle Marcourt südöstlich des Dorfkerns lagen früher die Weiler Beving, Marcourt (Merchen) und Mertring, die um 1580 aufgegebenen wurden. Alleine die Kapelle von Marcourt blieb bis heute erhalten. Many wurde 1766 zusammen mit dem Herzogtum Lothringen von Frankreich annektiert. 
Durch den Frankfurter Frieden vom 10. Mai 1871 kam das Gebiet an das deutsche Reichsland Elsaß-Lothringen, und das Dorf wurde dem Kreis Bolchen im Bezirk Lothringen zugeordnet. Französisch blieb aber die Amts- und Patois die Umgangssprache.
Die Dorfbewohner betrieben Getreide-, Obst- und Weinbau sowie Viehzucht.
Nach dem Ersten Weltkrieg musste die Region aufgrund der Bestimmungen des Versailler Vertrags 1919 an Frankreich abgetreten werden. Im Zweiten Weltkrieg war die Region von der deutschen Wehrmacht besetzt, und der Ort stand bis 1944 unter deutscher Verwaltung.
In den letzten Jahren wurde die Kapelle von Marcourt, die zwischenzeitlich zu einer Ruine verfallen war, mit Spendengeldern restauriert und mit einem neuen Dach versehen.

### Bevölkerungsentwicklung
| Jahr      | 1962 | 1968 | 1975 | 1982 | 1990 | 1999 | 2007 | 2019 |
| Einwohner | 175  | 171  | 172  | 170  | 196  | 237  | 250  | 242  |

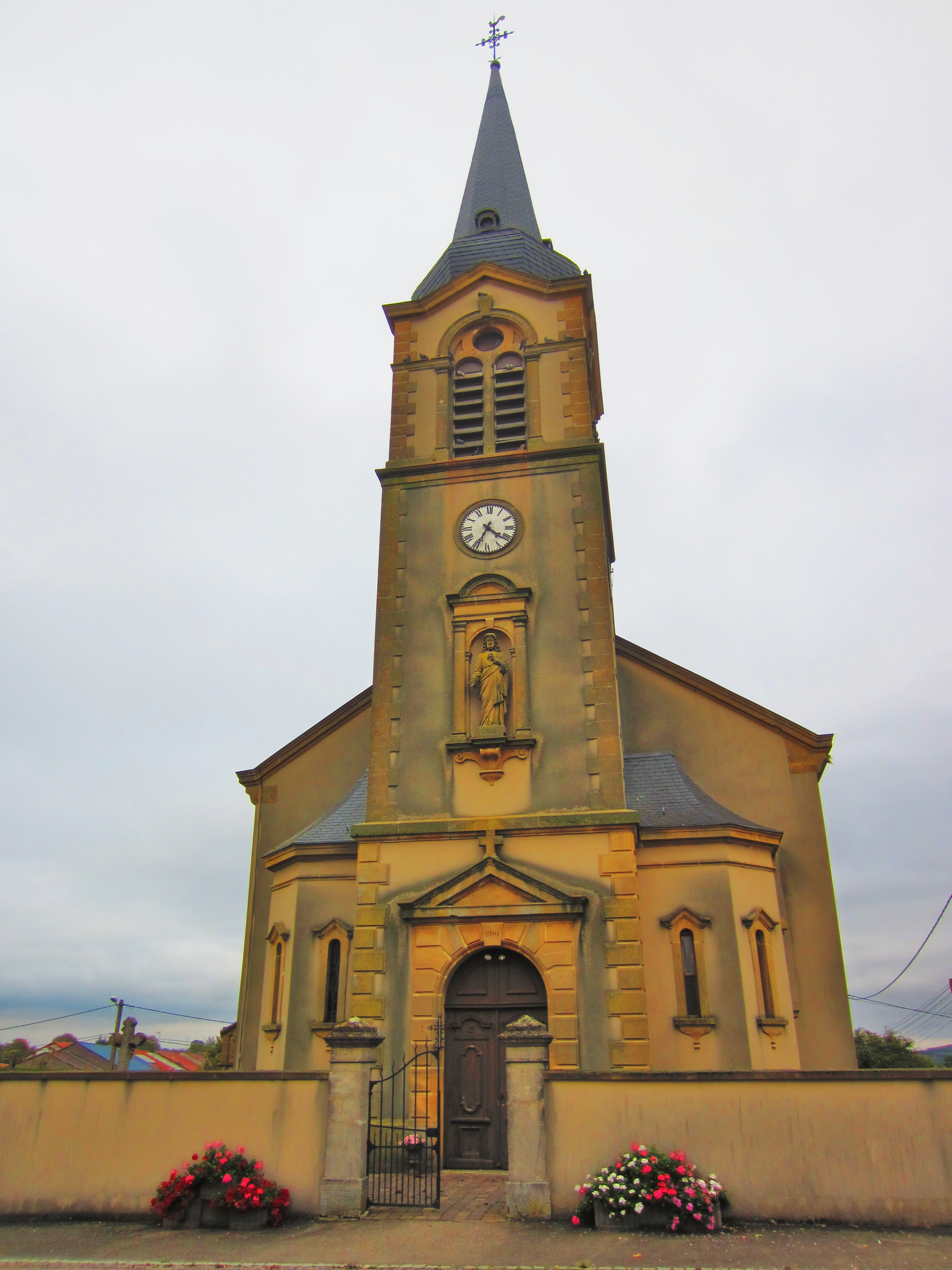
Kirche St. Remigius (Saint-Remi)
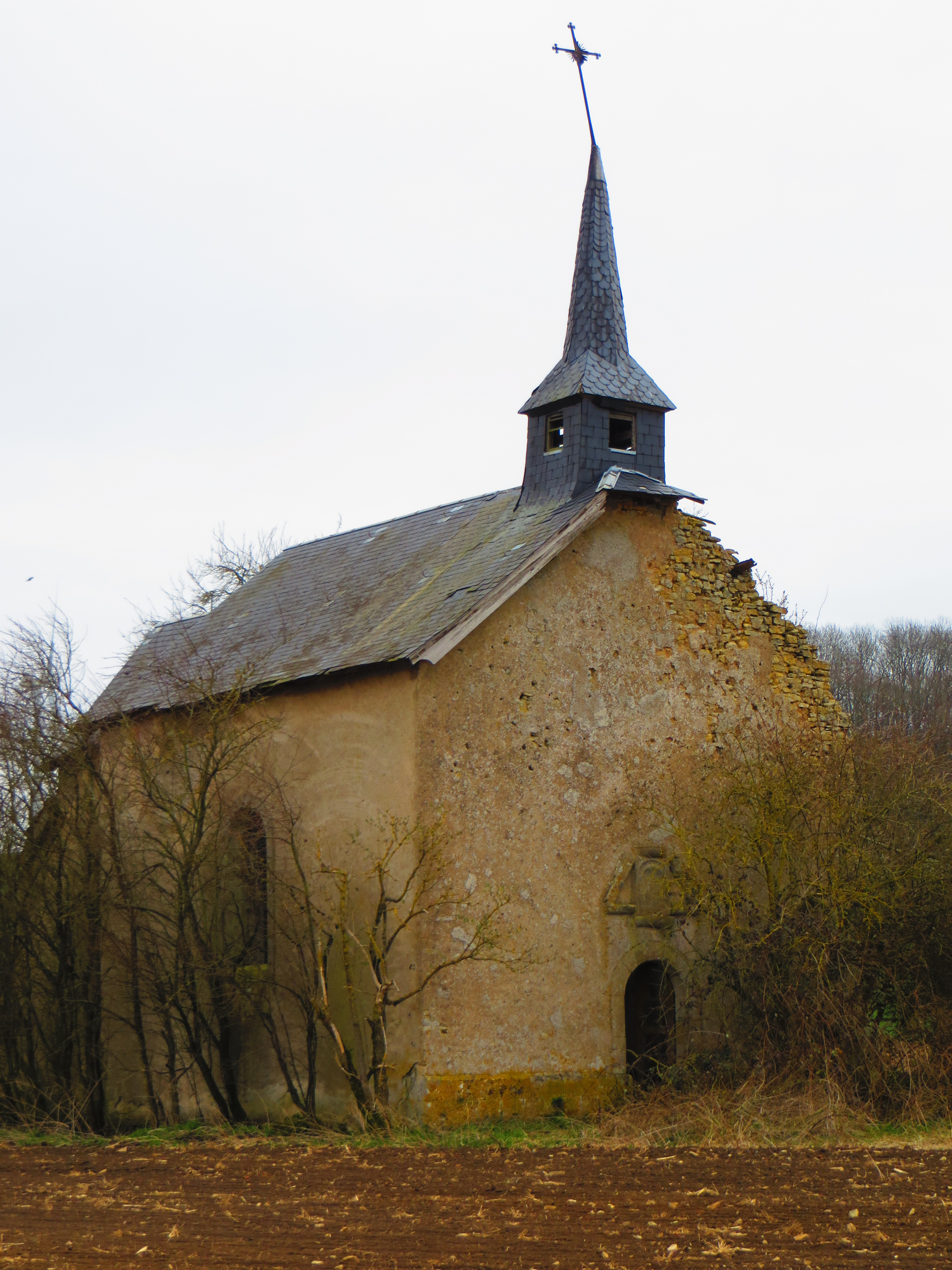
Ruine der Kapelle Marcourt (Merchen) in der Flur Treywies (Treywiese)